# Lundbäckskogen
Lundbäckskogen är ett naturreservat i Bodens kommun i Norrbottens län.
Området är naturskyddat sedan 2009 och är 1,5 kvadratkilometer stort. Reservatet omfattar en norrsluttning ner mot Luleälven. Reservatet består av lövrik barrblandskog. 